# Sabinal
Sabinal – miasto w Stanach Zjednoczonych, w stanie Teksas, w hrabstwie Uvalde.